# شلومو شيرازي
شلومو شيرازي (بالعبرية: שלמה שירזי‏) هو لاعب كرة قدم إسرائيلي في مركز الدفاع، ولد في 20 يونيو 1960 في نتانيا في إسرائيل. شارك مع منتخب إسرائيل لكرة القدم. أما مع النوادي، فقد لعب مع بيتار القدس ومكابي نتانيا.

## وصلات خارجية
- شلومو شيرازي على موقع قاعدة بيانات كرة القدم.إي يو (الإنجليزية)
- شلومو شيرازي على موقع ناشيونال فوتبول تيمز (الإنجليزية)